# Dargaard
Dargaard ist eine neoklassische Dark-Wave-Formation aus Österreich. Ihre Musik ist klassisch inspiriert und wird vollständig mit Keyboards erzeugt. Auf dieser Basis veröffentlichten Dargaard bisher vier Alben.

## Geschichte
Dargaard wurde 1997 von Tharen gegründet. Tharen hatte bis dahin in verschiedenen Untergrund-Bands gespielt, unter anderem bei Abigor und Amestigon, beides Black-Metal-Bands, sowie Dominion III, einem Elektro-Projekt. Er war Keyboarder bei Abigor, die Projekte Amestigon, Dominion III und Dargaard befinden sich jedoch vollständig unter seiner Führung. Dargaard wurde aus Tharens Wunsch heraus geboren, sich vom Black Metal weg zu bewegen und sich mehr durch klassische und ambiente Musik auszudrücken.
Elisabeth Toriser trat später als Sängerin hinzu. Ebenfalls als Sängerin fungierte sie zuvor bei den Bands Dominion III und Antichrisis. Letztere verließ sie aufgrund musikalischer Differenzen. Laut Tharen arbeitet Elisabeth Toriser beiläufig an einem weiteren Projekt mit akustischen Gitarren, von dem bis heute jedoch keine Veröffentlichungen vorliegen.
Im Oktober 1998 nahmen Dargaard ihr Debütalbum Eternity Rites in den Hoernix Studios auf. Tharen komponierte hierbei die Songs, während Elisabeth die Texte schrieb. Das Album wurde von der Plattenfirma Napalm Records veröffentlicht, bei der Tharen bereits durch seine früheren Band-Aktivitäten vertraglich gebunden war. Dies ist auch der Grund, warum Dargaard keine Demos veröffentlichten. Eternity Rites wurde sehr positiv von den Metal- und Dark-Wave-Fans aufgenommen. 
Im August 1999 kehrte die Band ins Studio zurück und begann mit den Arbeiten am zweiten Album, das am 3. Juni 2000 durch Napalm Records unter dem Titel In Nomine Aeternitatis veröffentlicht wurde und erneut großen Zuspruch bekam. Anschließend setzten Dargaard ihre musikalische Reise fort und veröffentlichten im Juni 2001 das Album Dissolution of Eternity. Im März 2004 erschien vorläufig das letzte Werk Rise and Fall.
Dargaard ist trotz Veröffentlichungspause weiterhin aktiv. Die Band verzeichnete allerdings bislang keine Live-Auftritte. Auch ausgedehnte Tourneen werden laut Tharen aufgrund persönlicher Zugeständnisse nicht absolviert.

## Stil
Tharen selbst beschreibt seine Musik als „Songs, die eine Art Schönheit ausstrahlen, wobei wir aber jederzeit versuchen, sie dunkel und mächtig erscheinen zu lassen. Dasselbe gilt auch für die Texte unserer Songs. Sie sind über mein ganz eigenes Reich, und dieses Reich besteht aus dunklen Kräften, Magie und Mysterien, und selbst die Dunkelheit hat ihre eigene Form der Schönheit“.
Weiterhin äußerte er, dass er von Gefühlen inspiriert sei, die er beim Lesen erfahre. Terry Goodkinds „Schwert der Wahrheit“ (im Original „Sword of Truth“) sei hier, neben einer Reihe weiterer Bücher, namentlich zu erwähnen („Fuer Grissa est Drauka“ auf dem Album Eternity Rites gehört dazu), ebenso aber auch die Dragonlance-Fantasywelt (so ist „Dargaard“ das Schloss des untoten Todesritters Lord Soth, und die in „Takhisis Dance“ [auf dem Album Rise and Fall] genannte Geliebte Takhisis ist in Dragonlance die böse Göttin).

## Diskografie
- 1998: Eternity Rites
- 2000: In Nomine Aeternitatis
- 2001: Dissolution of Eternity
- 2004: Rise and Fall